# Mjadzel
Mjadzel (Мядзел, oroszul Мядель, lengyelül Miadzioł) város Fehéroroszország Minszki területének északi részén, a Mjadzeli járás székhelye. A Naracsi-tóvidék és (1999 óta) a Naracsi Nemzeti Park központja, a Mjasztro-tó és a Báthory István királyról elnevezett Batorino-tó között fekszik. 2009-ben 7,1 ezer lakosa volt.

## Történelem
Első írásos említése 1324-ből származik. A lengyel-litván uralom idején erősséggel is rendelkezett, melyet a svédek romboltak le az Északi háborúban. A 18. században a karmeliták monostort alapítottak itt és Sztarij Mjagyel 1762-ben magdeburgi városjogokat kapott. 1793-ban került orosz uralom alá, ezután korábbi jelentőségét elveszítette. 1920-1939 között Lengyelország Wiłnói vajdaságához tartozott. 1940 óta járási székhely. A német megszállás 1941. július 2. – 1944. július 4. között tartott, a korábban jelentős zsidó lakosságot a németek a Batorino-tó melletti erdőben gyilkolták meg (ma emlékmű áll ezen a helyen). 

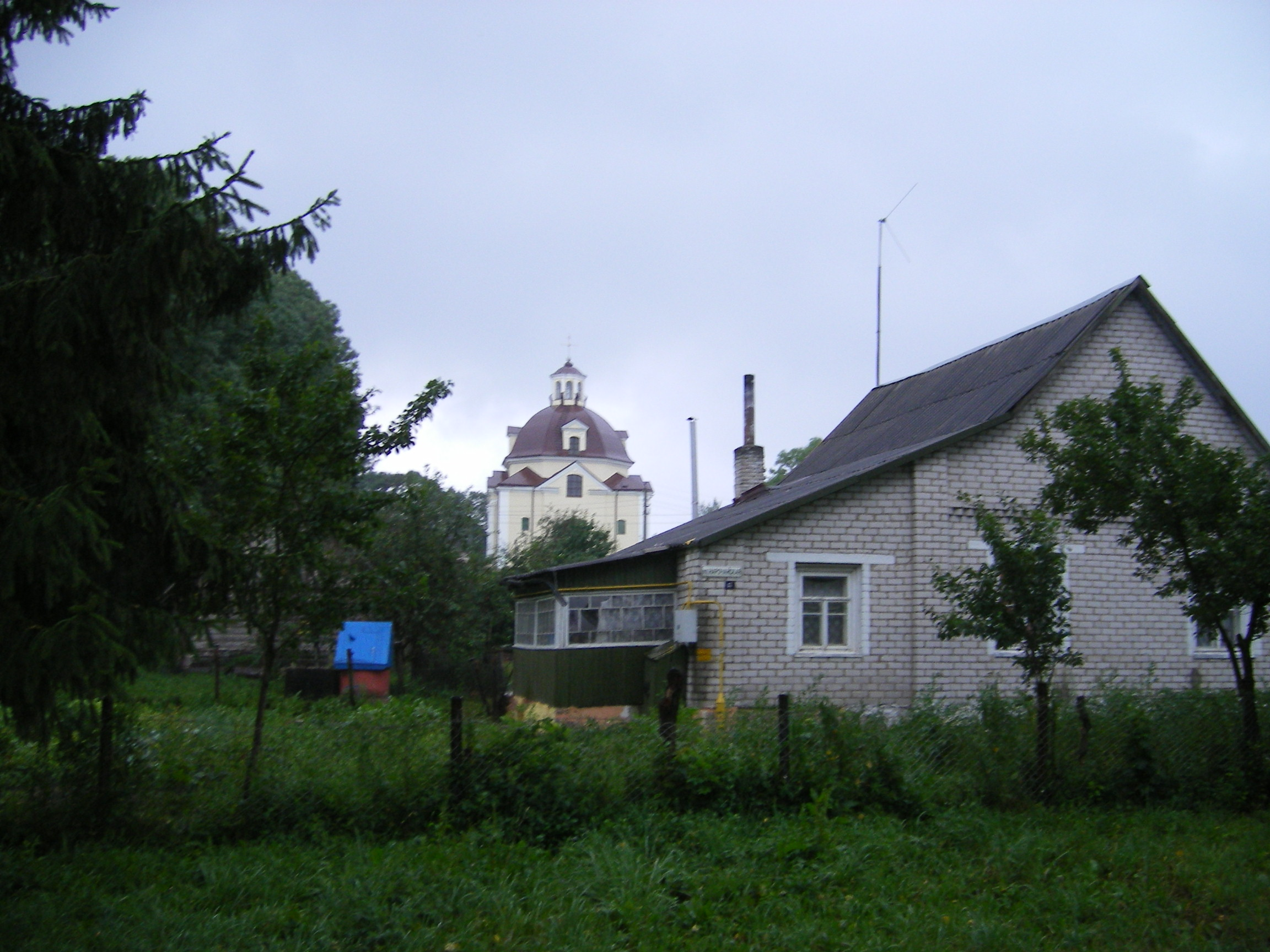
Az Istenanya-templom

## Gazdaság

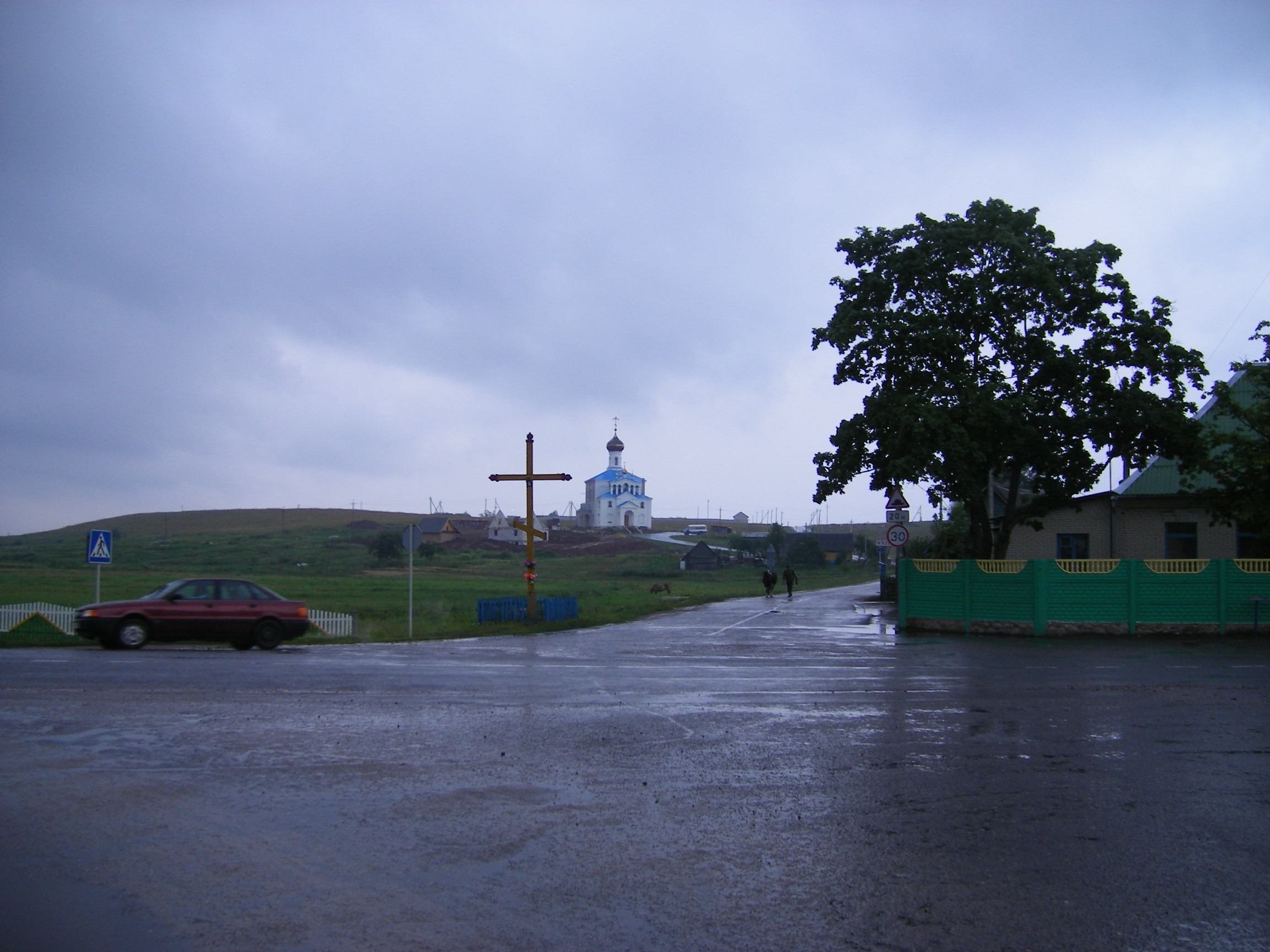
A Troickaja-templom

Legjelentősebb gazdasági ágazata a gépgyártás (autóalkatrészek), de élelmiszeripara (tejfeldolgozás) is számottevő. A belföldi idegenforgalom kedvelt célpontja. A P27-es főút Pasztavival (32 km), a P28-as Vilejkával (49 km) és Naracscsal (21 km) köti össze. A P58-as főút a legközelebbi vasútállomáson, Knyaginyinon (28 km) keresztül Minszkkel (121 km) teremt összeköttetést. 

## Nevezetességek
A város legértékesebb műemléke az egykori karmelita kolostorhoz tartozó, barokk-rokokó stílusban 1754-ben épült Istenanya-templom (костел Богоматери Шкаплерной). A kolostor területén egy 18. századi épület is fennmaradt. A Troickaja-templom a város déli szélén az 1990-es években épült. A katolikus temetőben egy 1820-ban épült harangláb található. 1969-ben nyitották meg a helytörténeti múzeumot, amely elsősorban a partizánharcoknak állít emléket.

## Külső hivatkozások
- Nevezetességek (oroszul)
- Fényképek a Radzima.org-on
- Карта города Мядель на myadel.info
- A Narocs-vidék történelme (belarusz nyelven) Archiválva 2007. március 10-i dátummal a Wayback Machine-ben